# Alan Lloyd Hodgkin
Sir Alan Lloyd Hodgkin (5. února 1914 Banbury – 20. prosince 1998 Cambridge) byl britský fyziolog a biofyzik, vysokoškolský pedagog a profesor. V roce 1963 získal spolu s A. F. Huxleym a J. C. Ecclesem Nobelovu cenu za fyziologii a lékařství za objev iontového mechanismu membrány nervových buněk, jež je základem nervového impulzu a přenosu nervových vzruchů. Thomas Hodgkin (1798-1866), který jako první popsal Hodgkinův lymfom, byl prastrýcem Alana Hodgkina.

## Mládí a studia
Hodgkin se narodil 5. února 1914 v Banbury v hrabství Oxfordshire jako nejstarší ze tří synů do rodiny kvakerů. Když mu byly čtyři roky, jeho otec onemocněl při cestě do Arménie úplavicí a zemřel v Bagdádu jen několik týdnů poté, co se mu narodil nejmladší syn Keith.
Všichni tři bratři byli od útlého věku vedeni k poznávání krajiny v okolí svého domova a Alan projevoval zájem o přírodovědu, zejména o ornitologii. V patnácti letech pomáhal s průzkumy volavek a v roce 1930 získal bronzovou medaili ve školní soutěži pořádané Královskou společností na ochranu ptáků.
Vzdělání získal na škole The Downs School (1923–1927) a pokračoval na Gresham's School (1927–1932), kterou v té době navštěvoval také budoucí hudební skladatel Benjamin Britten. Poté získal stipendium na Trinity College v Cambridge v oborech biologie a chemie. Před nástupem na univerzitu si v roce 1932 zdokonalil svou němčinu dvouměsíčním pobytem v německé rodině ve  Frankfurtu. Zkušenost s nacismem během pobytu v Německu odstranila veškeré jeho pacifistické přesvědčení dané kvakerskou výchoovu. První dva roky studoval spolu s chemií a zoologií také fyziologii. Pro druhou část studia se rozhodl zaměřit na fyziologii místo zoologie. Univerzitní studium dokončil v roce 1936 a zůstal na Trinity College jako vědecký pracovník.

## Předválečný výzkum
V červenci 1934 začal Hodgkin provádět pokusy s přenosem elektrické aktivity v sedacím nervu žab. V roce 1936 ho ředitel Rockefellerova ústavu (pozdější Rockefellerova univerzita) v New Yorku Herbert Gasser pozval na stáž do své laboratoře (1937– 38). Během amerického pobytu strávil také nějaký čas v Mořské biologické laboratoři ve Woods Hole, kde od biofyzika Kennetha Cola převzal techniku práce s axonem olihně, jehož velikost umožňovala zavedení elektrody do nitrobuněčného prostoru. Chobotnice mu posloužila jako modelový systém, s nímž provedl většinu výzkumu, za nějž později získal Nobelovu cenu.
Po návratu do Cambridge začal spolupracovat s Andrewem Huxleym na měření elektrického a chemického chování jednotlivých nervových vláken. Podařilo se jim zavést jemnou kanylu do obřího axonu chobotnice a zaznamenat akční potenciály z nitra nervového vlákna. Akční potenciál je krátký elektrický signál, který se šíří podél nervového vlákna a slouží k přenosu informací mezi nervovými buňkami. Těsně před vypuknutím druhé světové války poslali Hodgkin s Huxleym krátkou zprávu o svém úspěchu do časopisu Nature.

## Činnost během války
Během války pracoval Hodgkin pro britské ministerstvo letectví na problematice leteckého lékařství, jako bylo zásobování pilotů kyslíkem ve velkých výškách a dekompresní nemoc způsobená dusíkovými bublinami vystupujícími z krve. V únoru 1940 přešel do Telecommunications Research Establishment (TRE), kde pracoval na vývoji leteckého radaru.

## 1945-1963: Teorie akčního potenciálu a Nobelova cena
Poté, co byl v srpnu 1945 propuštěn z vojenské služby, mohl Hodgkin ve spolupráci s Bernardem Katzem a svým předválečným spolupracovníkem Andrewem Huxleym znovu zahájit své experimenty. Léta 1947, 1948 a 1949 strávili v plymouthské námořní laboratoři, kde pokračovali v měření klidových a akčních potenciálů uvnitř obřího axonu chobotnice. V roce 1952 se jim podařilo prokázat, že nervový impulz vzniká a je řízen tokem iontů sodíku a draslíku přes buněčnou membránu. Společně s Katzem poskytli důkaz, že propustnost membrány nervové buňky pro sodík se během akčního potenciálu zvyšuje, a umožňuje tak sodíkovým iontům difundovat dovnitř. Sekvence depolarizace buněčné membrány, kdy malá depolarizace vede ke zvýšení propustnosti sodíku, což vede k přílivu sodíkových iontů, které zase ještě více depolarizují membránu, je známa jako Hodgkinův cyklus.
Údaje, které získali v roce 1949, vyústily v sérii pěti článků publikovaných v časopise Journal of Physiology. Vyvinuli matematický model, který popisuje změny v napětí na membráně a vysvětluje, jak akční potenciál vzniká a šíří se. Tento model je dnes známý jako Hodgkinův-Huxleyův model, je považován za jeden z klíčových příspěvků k porozumění neurofyziologii a nakonec Hodgkinovi a Huxleymu vynesl Nobelovu cenu za fyziologii a lékařství.
Hodgkinovy a Huxleyho poznatky vedly k hypotéze o existenci iontových kanálů na buněčných membránách, která byla potvrzena až o několik desetiletí později. Potvrzení iontových kanálů přišlo s vývojem techniky zvané patch clamp a vedlo k udělení Nobelovy ceny v roce 1991 Erwinu Neherovi a Bertu Sakmannovi a v roce 2003 Rodericku MacKinnonovi.
Poté, co Hodgkin stanovil pohyb iontů přes selektivně propustnou buněčnou membránu jako mechanismus akčního potenciálu, obrátil svou pozornost k tomu, jak by bylo možné iontovou výměnu, k níž dochází během akčního potenciálu, následně zvrátit. Spolu s Richardem Keynesem prokázal, že kromě změn permeability, které vedou k akčnímu potenciálu, existuje sekreční mechanismus, který proti elektrochemickým gradientům vylučuje sodík a absorbuje draslík. O několik let později dánský vědec Jens Christian Skou objevil enzym Na+/K+-ATPázu, který využívá ATP k exportu tří sodíkových iontů výměnou za dva importované draslíkové ionty, za tento objev obdržel Skou v roce 1997 Nobelovu cenu za chemii.

## Pozdější kariéra a akademické funkce
V letech 1952–1969 působil Hodgkin jako profesor Královské společnosti a později se stal jejím prezidentem (1970–1975). V roce 1970 se stal profesorem biofyziky v Cambridge. V letech 1971–1984 vykonával funkci rektora univerzity v Leicesteru a v letech 1978–1985 stál v čele Trinity College.  Získal také řadu dalších vědeckých ocenění a vyznamenání, v roce 1972 byl povýšen do rytířského stavu a v roce 1973 obdržel Řád za zásluhy.
V roce 1992 vydal autobiografii Chance and Design: Reminiscences of Science in Peace and War (Náhoda a design: Vzpomínky na mírovou a válečnou vědu), ve které čtivou formou popsal málo známou část vojenské historie, jejíž součástí byl během druhé světové války.

## Osobní život
Během svého pobytu v Rockefellerově ústavu v roce 1938 se Hodgkin seznámil s americkým patologem Francisem Peytonem Rousem, který získal Nobelovu cenu za fyziologii a lékařství za rok 1966, a poznal i jeho rodinu. Rousova dcera Marion (Marni) a Alan Hodgkin se v roce 1944 vzali, když byl na krátké návštěvě v Americe. Od roku 1945 žili v Cambridge a měli čtyři děti, Sarah (* 1945), Deborah (* 1947), Jonathana (* 1949) a Rachel  (* 1951). Marni se stala redaktorkou dětských knih v nakladatelství Macmillan a úspěšnou spisovatelkou dětské literatury. Jonathan Hodgkin byl  molekulárním biologem na univerzitě v Cambridge. Deborah Hodgkinová se stala úspěšnou psycholožkou.
Po odchodu do důchodu trpěl Hodgkin řadou zdravotních problémů. V roce 1989 podstoupil operaci krční páteře, která měla zmírnit tlak na míchu způsobený meziobratlovou ploténkou. Po operaci nemohl chodit bez opory a postupně se stal invalidním.